# Jeseník

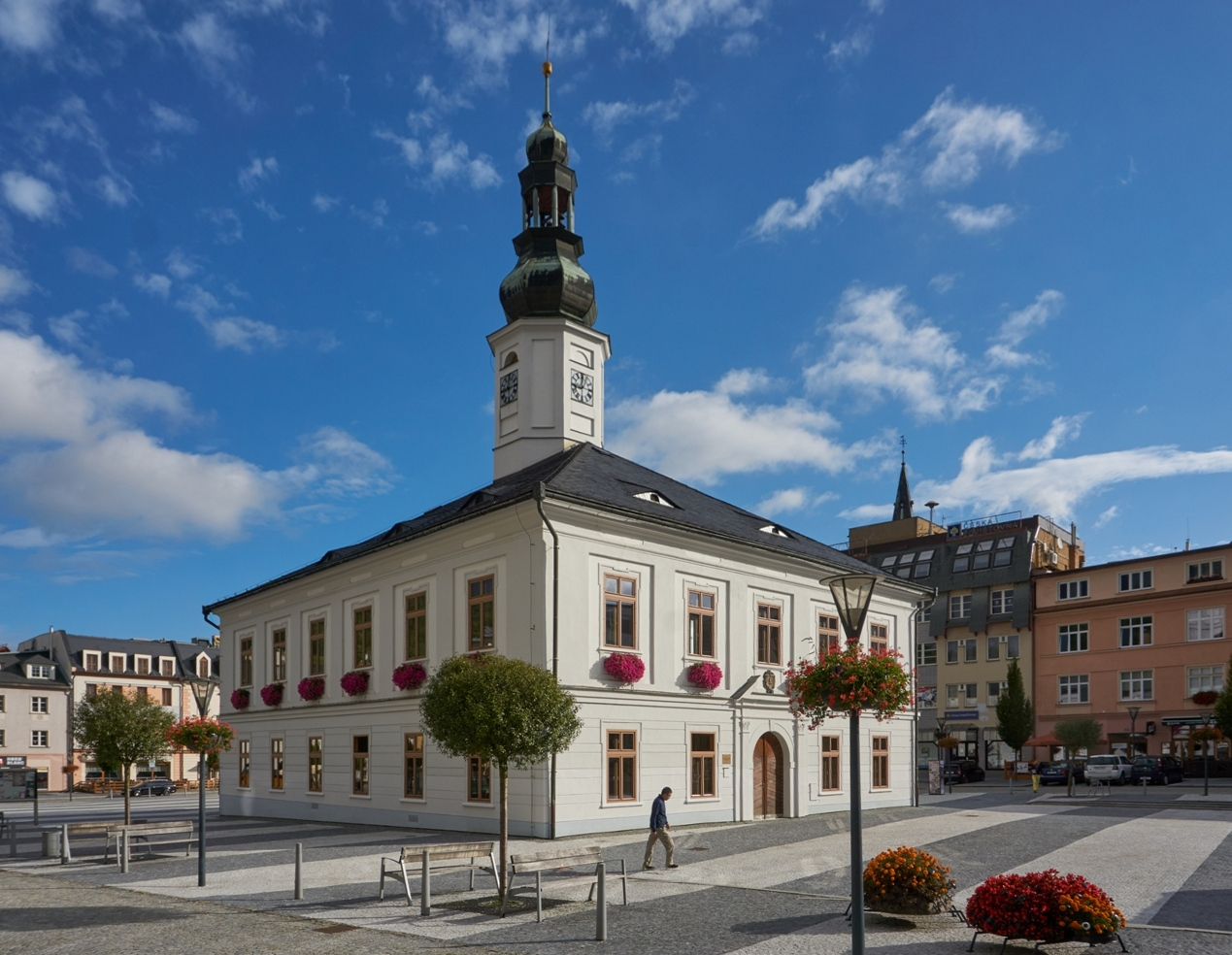
Ring mit Rathaus

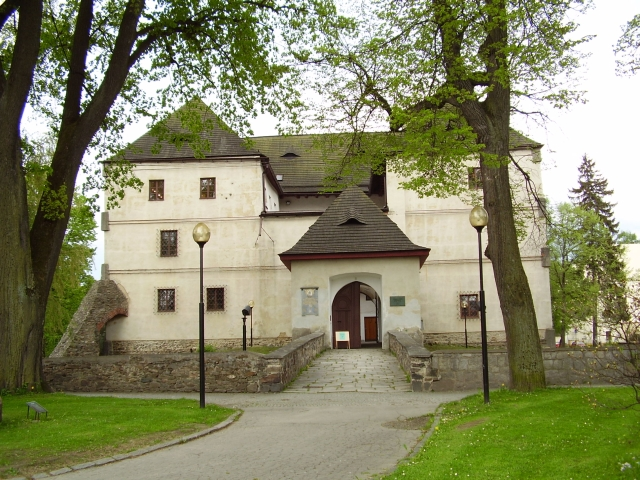
Burg Jeseník (Freiwaldau)

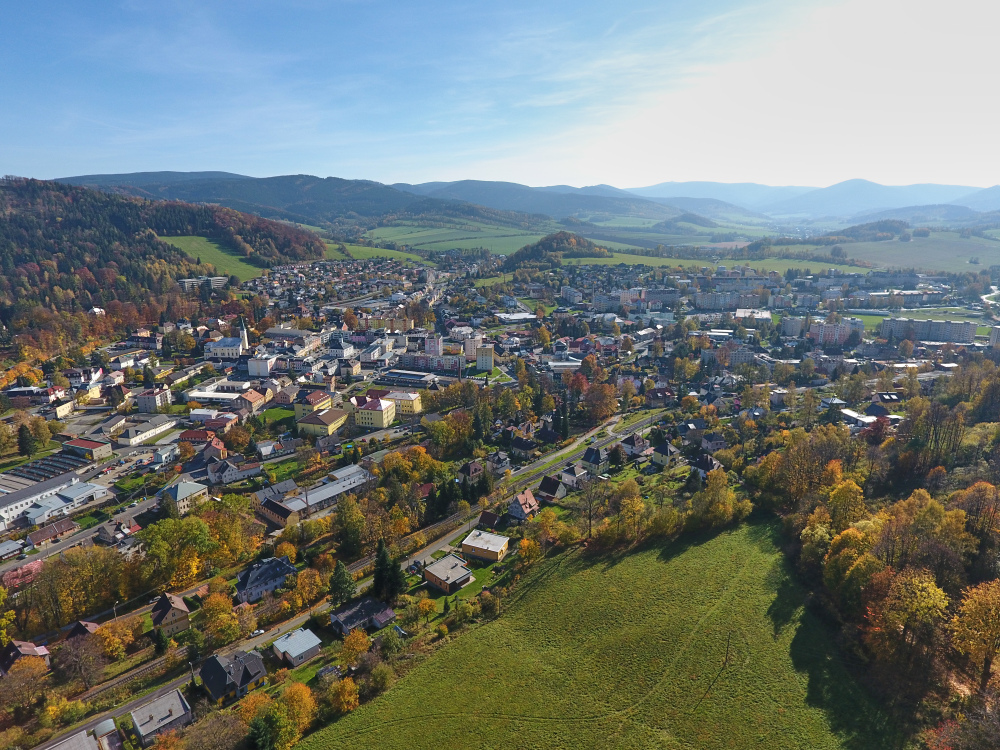
Jeseník (Drohnenaufnahme)

Jeseník, bis 1947 Frývaldov (deutsch: Freiwaldau), ist eine Stadt im Okres Jeseník in Tschechien. Durch den Ort führen die Straßen Silnice I/44 (von Mohelnice nach Mikulovice) und Silnice I/60 (nach Javorník). Der Bahnhof liegt an der Bahnstrecke Hanušovice–Głuchołazy, die bereits 1888 den Betrieb aufnahm.

## Geographie
Die Stadt liegt im Altvatergebirge an der Einmündung der Staříč (Staritz) in die Biele (Bělá) auf 432 m NN, etwa 60 Kilometer nordwestlich von Troppau. Nordöstlich erhebt sich die Goldkoppe (Zlatý Chlum) mit 875 m, südöstlich die Urlichkuppe (Orlík) mit 1204 m und südlich der Altvater (Praděd) mit 1491 m. Südwestlich befindet sich das Kepernik-Bergland mit dem 1423 m hohen Glaseberg/Kepernik (Keprník). Westlich liegt das Reichensteiner Gebirge.

## Stadtgliederung
Jeseník besteht aus den Ortsteilen Bukovice (Buchelsdorf), Dětřichov (Dittershof) und Jeseník (Freiwaldau). Grundsiedlungseinheiten sind 9. května, Bobrovník (Biberteich), Dětřichov-Seč, Dětřichov-západ, Jeseník-střed, Kalvodova, Krameriova, Křížový vrch, Lázně Jeseník (Bad Gräfenberg), Nad tratí, Náměstí Svobody, Nerudova, Pod Bukovickým vrchem, Pod Železnou horou, Smetanovy sady, U České Vsi, U nemocnice, U slunka, U vlečky und Vavřinec. Zu Jeseník gehören zudem die Wohnplätze Dlouhá Hora, Hamrová (Hammerhau), Mýtinka (Fietzenhau), Pasíčka (Streitenhau) und Seč (Frankenhau).
Das Stadtgebiet gliedert sich in die Katastralbezirke Bukovice u Jeseníka, Jeseník und Seč u Jeseníka.

## Geschichte
Der Stadtname Freiwaldau (ursprünglich „Vriwald“) stammt aus der Gründungszeit des Ortes, der in einem unbewaldeten Talkessel an der Einmündung der Staritz in die Biele angelegt wurde. Der tschechische Name ist derjenige der umgebenden Landschaft Jeseníky, bestehend aus Hrubý Jeseník (Hohes Gesenke) und Nízký Jeseník (Niederes Gesenke).
Freiwaldau entstand in der Mitte des 13. Jahrhunderts bei der Kolonisation des Altvatergebirges. Es war eine unbefestigte Stadt mit einer Wasserburg, die Sitz des Stadtvogtes war und zur Kastellanei Ottmachau gehörte. Mit der Gründung des bischöflichen Fürstentums Neisse im Jahre 1290, in dem die Breslauer Bischöfe sowohl die geistliche als auch die weltliche Macht ausübten, gelangte Freiwaldau an dieses. Im 14. Jahrhundert entwickelte sich eine die Eisenmetallurgie mit Eisenhütten und Hammerwerken, die das in der Umgebung gewonnene Erz verarbeiteten. Daneben wurden Gold und Silber abgebaut. Wegen der ergiebigen Erzlagerstätten erwarben die Fugger die Stadt. 1506 wurde Freiwaldau durch Fürstbischof Johannes V. Thurzo zur Bergstadt erhoben. Zugleich wurde das Stadtwappen verliehen.
Mitte des 16. Jahrhunderts verkauften die Fugger 1547 ihren Besitz im Altvatergebirge an den Breslauer Fürstbischof Balthasar von Promnitz, der das Gebiet wiederum dem bischöflichen Fürstentum Neisse eingliederte. Mit dem Rückgang des Bergbaus wurden das Handwerk und die Leineweberei zur Existenzgrundlage der Bewohner der Stadt.
Während des Dreißigjährigen Kriegs hatte die Stadt, die an einer wichtigen Verbindung von Schlesien nach Mähren lag, unter dem Durchzug von Kriegsvolk zu leiden. In dieser Zeit begannen auch die Hexenverfolgungen, bei denen zwischen 1622 und 1684 102 Einwohner der Stadt auf den Scheiterhaufen verbrannt wurden.
Nach dem Ersten Schlesischen Krieg 1742, dem die Teilung Schlesiens folgte, wurde Freiwaldau mit dem südlichen Teil der Fürstentums Neisse dem neu geschaffenen Österreichisch-Schlesien eingegliedert.
Durch die Grenzziehung verloren die Leineweber viele ihrer schlesischen Märkte. Erst in der ersten Hälfte des 19. Jahrhunderts setzte ein wirtschaftlicher Aufschwung ein. 1822 gründete Adolf Raymann eine Leinwandmanufaktur, die sich später zum größten Unternehmen der Stadt entwickelte und weltweit exportierte. Die Firma Regenhart & Raymann umfasste auch mechanische Webereien und Spinnereien sowie eine Bleicherei. Zu dieser Zeit begann Vincenz Prießnitz in Gräfenberg mit Kaltwasserkuren. Nachfolgend entstand in Gräfenberg die erste Wasserheilanstalt. 1839 wurde ihm vom Münchner Bildhauer Ludwig Schwanthaler eines der in Gräfenberg errichteten Denkmäler geschaffen.
Nach der Auflösung der Grundherrschaften im Kaisertum Österreich wurde Freiwaldau 1850 Sitz einer Bezirkshauptmannschaft, zu der auch die Städte Zuckmantel und Weißwasser gehörten. Mit der 1890 gegründeten Handschuhfabrik Blühdorn entstand ein weiteres bedeutsames Unternehmen.
Durch den Mährisch-Schlesischen Sudetengebirgsverein (MSSGV) begann die touristische Erschließung des umliegenden Gebirges. 1899 entstand auf der Goldkoppe (Zlatý Chlum) mit der Freiwaldauer Warte (Frývaldovská stráž) ein 26 m hoher massiver Aussichtsturm.
Nach dem Zusammenbruch der k. u. k.-Monarchie kam Freiwaldau 1918 zur neu gegründeten Tschechoslowakei. Ab 1919 wurde die Stadt zu einer Hochburg der Deutschen Sozialdemokratischen Arbeiterpartei. In dieser Zeit erfolgte ein staatlich verordneter verstärkter Zuzug von tschechischer Bevölkerung in das zuvor rein deutschsprachige Gebiet, zumeist Militärs und Verwaltungsbeamte. 1931 kam es durch einen Polizeieinsatz während einer Demonstration arbeitsloser Arbeiter zu zehn Toten, darunter eine 60-jährige Frau und ein 14-jähriges Mädchen. Durch die Folgen der Weltwirtschaftskrise gewann die Sudetendeutsche Partei ab 1933 immer mehr an Einfluss. Nach dem Münchner Abkommen wurde die Stadt zusammen mit dem Sudetenland in das Deutsche Reich eingegliedert, mit dem es bis 1945 verbunden blieb.
Nach dem Zweiten Weltkrieg kam Freiwaldau an die Tschechoslowakei zurück. Die Sudetendeutschen wurden in den Jahren 1945 und 1946 enteignet und vertrieben. 1947 wurde der tschechische Name der Stadt von Frývaldov in Jeseník geändert. In dieser Zeit siedelten sich hier viele Tschechen aus dem Landesinneren, Slowaken, Repatrianten und Roma an.
Während der anschließenden kommunistischen Herrschaft wurde das Stadtbild durch die Errichtung von Neubauten an Stelle der historischen Bausubstanz verändert. Am 1. Juli 1960 verlor Jeseník den Status als Bezirksstadt und wurde in den Okres Šumperk eingegliedert. Nach der Samtenen Revolution wurde 1990 die Priesnitzband gegründet. Zum 1. Januar 1996 der wurde der Okres Jeseník wiedererrichtet.

## Städtepartnerschaften
- Bojnice, Slowakei
- Głuchołazy, Polen
- Moree, Australien
- Neuburg an der Donau, Deutschland
- Nysa, Polen
- Prag 1, Tschechien

## Sehenswürdigkeiten
- Rathaus
- Schloss des Fürstbischofs von Breslau
- Katholische Kirche
- Evangelische Kirche

## Heilquellen
Im Stadtpark und am Gräfenberg wurden in den Jahren von etwa 1840 bis 1930 rund 100 natürliche Quellen gefasst, benannt und – meist von dankbaren Kurgästen – mit Quellenmonumenten, oft aufwendigen Steinmetzarbeiten, versehen.
- Polnische Quelle
- Preußen-Quelle
- Englische Quelle
- Eintracht-Quelle
- Geschwister-Quelle

## Bürgermeister
- 1921–1933: Alois Bulla
- 1933–1936: Adolf Hanig
- 1936–1936: Hans Schlögl
- 1936–1938: Max Groß
- 1939–1945: Karl Bittmann
- 2006–2010: Petr Procházka
- seit 2010: Marie Fomiczewová[8]

## Persönlichkeiten

### Söhne und Töchter der Stadt
- Vinzenz Prießnitz (1799–1851), Naturheiler
- Adolf Weiss (1837–1894), österreichischer Botaniker und Hochschullehrer
- Edmund Weiss (1837–1917), Astronom
- Wilhelm zu Dohna-Schlodien (1841–1925), Großgrundbesitzer
- Moritz Johann Sachs von Hellenau (1844–1933), österreichisch-ungarischer Vizeadmiral, Kommandant der Marineakademie Fiume
- Károly Khuen-Héderváry (1849–1918), Ban von Kroatien und Ministerpräsident Ungarns
- Gustav Sachs (1852–1937), Architekt
- Theodor Hugo Micklitz (1856–1922), österreichischer Forstmann, Hofjagdleiter des Kaisers Franz Joseph I., Professor an der Universität für Bodenkultur in Wien
- Sigmund Hein (1868–1945), Lepidopterologe
- Richard Werner (1875–1945), Universitätsprofessor, NS-Opfer
- Walter Reder (1915–1991), SS-Sturmbannführer und Träger des Ritterkreuzes des Eisernen Kreuzes sowie verurteilter Kriegsverbrecher
- Reinhard Kolb (1928–2013), Architekt, Maler und Bildhauer
- Hermann Hauke (1930–2017), katholischer Theologe und Bibliothekar
- Manfried Scheithauer (* 1936), deutscher Grafiker
- Norbert J. Mayer (1938–2017), deutscher Liedermacher, Dozent, Autor, Verleger und Professor
- Diether Kunerth (1940–2024), deutscher Maler
- Horst Reichel (* 1941), deutscher Mathematiker, Informatiker und Hochschullehrer
- Johannes Stüttgen (* 1945), deutscher Künstler und Autor
- Jiří Švub (1958–2013), Skilangläufer
- Jaromír Švejdík (* 1963), Pseudonym Jaromír 99, Comiczeichner, Maler und Sänger.
- Jirko Malchárek (* 1966), slowakischer Autorennfahrer und Politiker
- Anastassija Pustowoitowa (* 1981), russische Fußballschiedsrichterin
- Loukas Mavrokefalidis (* 1984), griechischer Basketballnationalspieler
- Hana Nitsche (* 1985), deutsches Fotomodell und Mannequin
- Romana Labounková (* 1989), Radrennfahrerin
- Adam Fellner (* 1993), Skilangläufer
- Petr Ševčík (* 1994), Fußballspieler

### Mit Jeseník verbunden
- Albert Sauer (Schriftsteller) (1911–1993), Autor
- Carl Ditters von Dittersdorf, Komponist und Amtshauptmann
- Vincenz Prießnitz, Begründer der Kaltwasserkur und Naturheilkunde
- Josef Weiss (Mediziner) (1797–1847), Mediziner, baute in Freiwaldau eine Kaltwasserheilanstalt auf
- Adolph Weiss, Botaniker und Direktor des Botanischen Gartens in Lemberg
- Engelbert Kaps, Bildhauer
- Rudolf Fochler (1914–2001), Volksbildner und Heimatpfleger, Fachpublizist

## Bevölkerungsentwicklung
| Jahr | Einwohner | Anmerkungen                    |
| ---- | --------- | ------------------------------ |
| 1834 | 1422      | deutsche katholische Einwohner |
| 1857 | 3690      | am 31. Oktober                 |
| 1900 | 4953      | als Gemeinde 6.333             |
| 1921 | 6722      | davon 6.055 Deutsche           |
| 1930 | 8251      | davon 1.257 Tschechen          |
| 1939 | 7440      | [ 14 ]                         |

Bevölkerungsentwicklung nach Ende des Zweiten Weltkriegs
| Jahr | Einwohner |
| ---- | --------- |
| 1973 | 10.627    |
| 1980 | 14.931    |
| 1990 | 15.279    |
| 2000 | 12.931    |

| Jahr | Einwohner |
| ---- | --------- |
| 2010 | 12.046    |
| 2020 | 11.050    |
| 2022 | 10.709    |